# Ari Fleischer
Lawrence Ari Fleischer (ur. 13 października 1960) – rzecznik prasowy Białego Domu w latach 2001–2003. W czasie pełnienia przez niego funkcji miała miejsce inwazja na Irak.